# Green Mountain Falls
Green Mountain Falls – miasto w Stanach Zjednoczonych, w stanie Kolorado, w hrabstwie El Paso.